# Afixo
Afixo é um elemento que se junta a um radical para formação de uma palavra, alterando o sentido básico da palavra. Seu estudo faz parte da chamada Morfologia derivacional.

## Tipos
Na língua portuguesa os afixos podem ser classificados em prefixos e sufixos, conforme a posição que são colocados na palavra em relação ao radical.  Na língua portuguesa não há infixos.
| “ | Confusão no meio da palavra (...) Felizmente, o Houaiss não endossa essa lição. Não há infixo em português. | ” |

PrefixoÉ o afixo que se acrescenta antes do radical (ex.: bibliografia, internet), no acréscimo muda o sentido básico do radical.
SufixoÉ o afixo que se acrescenta depois do radical (ex.: plantação, globalização), no acréscimo muda o sentido básico e até a própria classe gramatical da palavra.